# ГАЗ-67Б
ГАЗ-67Б — військовий автомобіль, який широко використовувався Червоною Армією. Під час війни солдати називали цю автівку газиком або інколи бобіком (через букву Б в назві авто).

## Історія

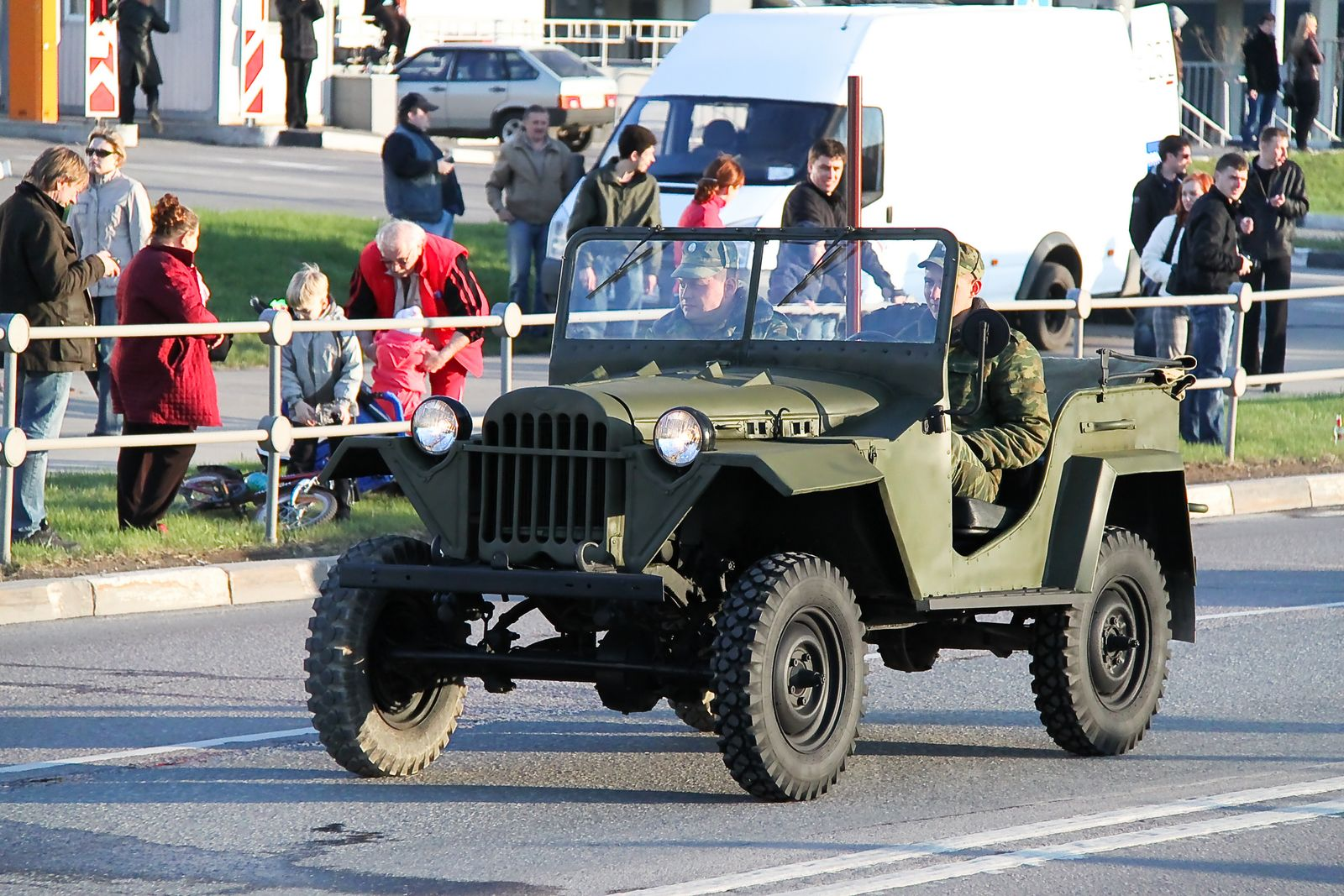

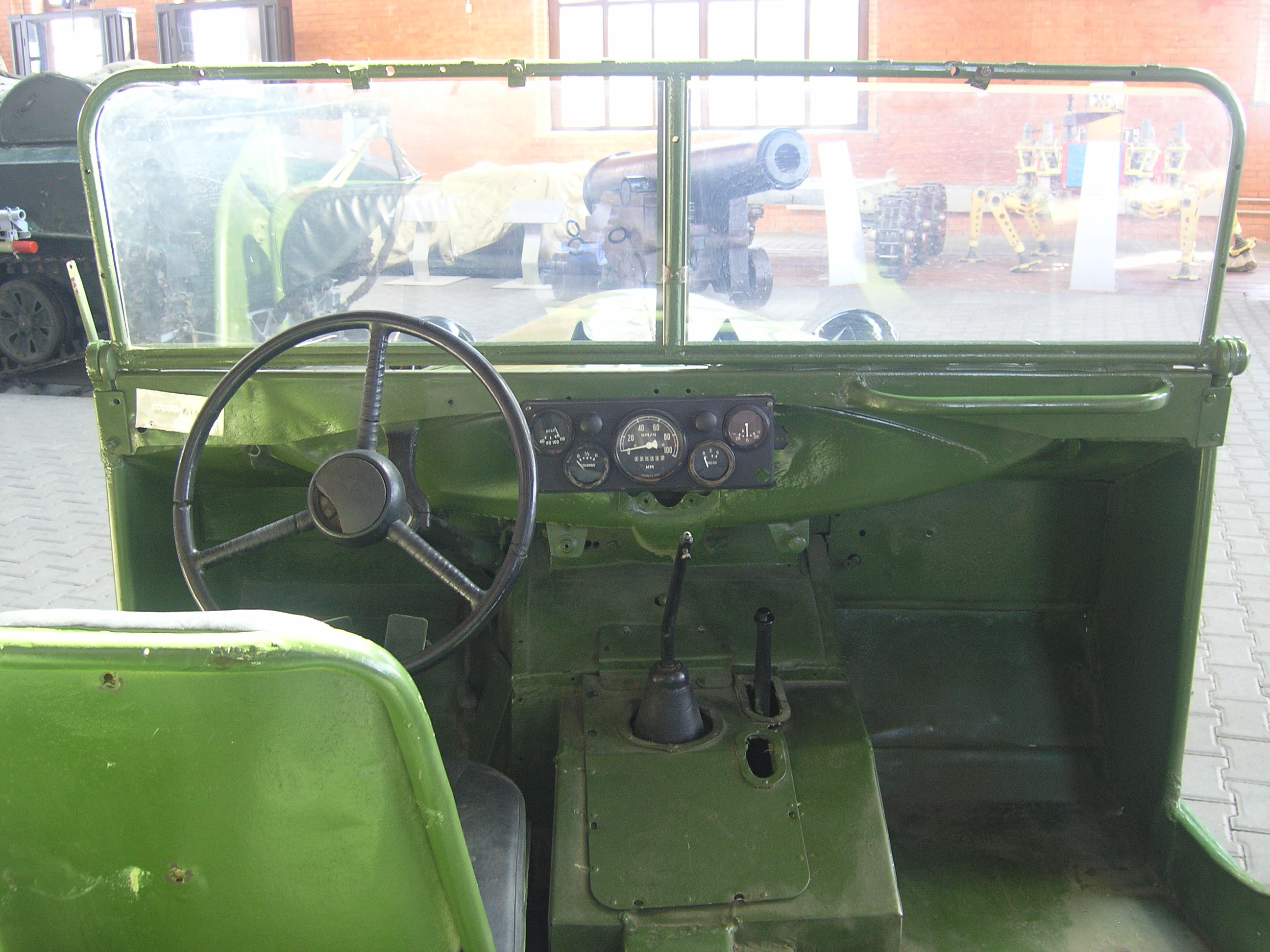

Історія цього автомобіля розпочинається з початком Другої світової війни. Тоді спеціально для фронту спроєктовали попередника цього авто ГАЗ-64 на заводі ГАЗ. З осені 1942 року в машини ГАЗ-64 збільшили колію з 1250 мм до 1446 мм. Оскільки кузов залишався попереднім, то довелося розширити передні крила і приробити над задніми колесами. Раніше ж (до розширення колії) колеса повністю ховалися в ніші кузова. Цей автомобіль називався ГАЗ-67.
Після ще однієї модернізації в 1944 році автомобіль нарешті набув своєї теперішньої назви та вигляду. Випускався до 1953 року.

## Модифікації
- БА-64 — бронеавтомобіль на базі ГАЗ-64 а пізніше на ГАЗ-67 — який був озброєний 7,62-мм кулеметом на рухомій башті.